# Hannah Van Buren
Hannah Van Buren, nata Hannah Hoes (Kinderhook, 8 marzo 1783 – Albany, 5 febbraio 1819), fu la moglie di Martin Van Buren, l'ottavo presidente degli Stati Uniti.

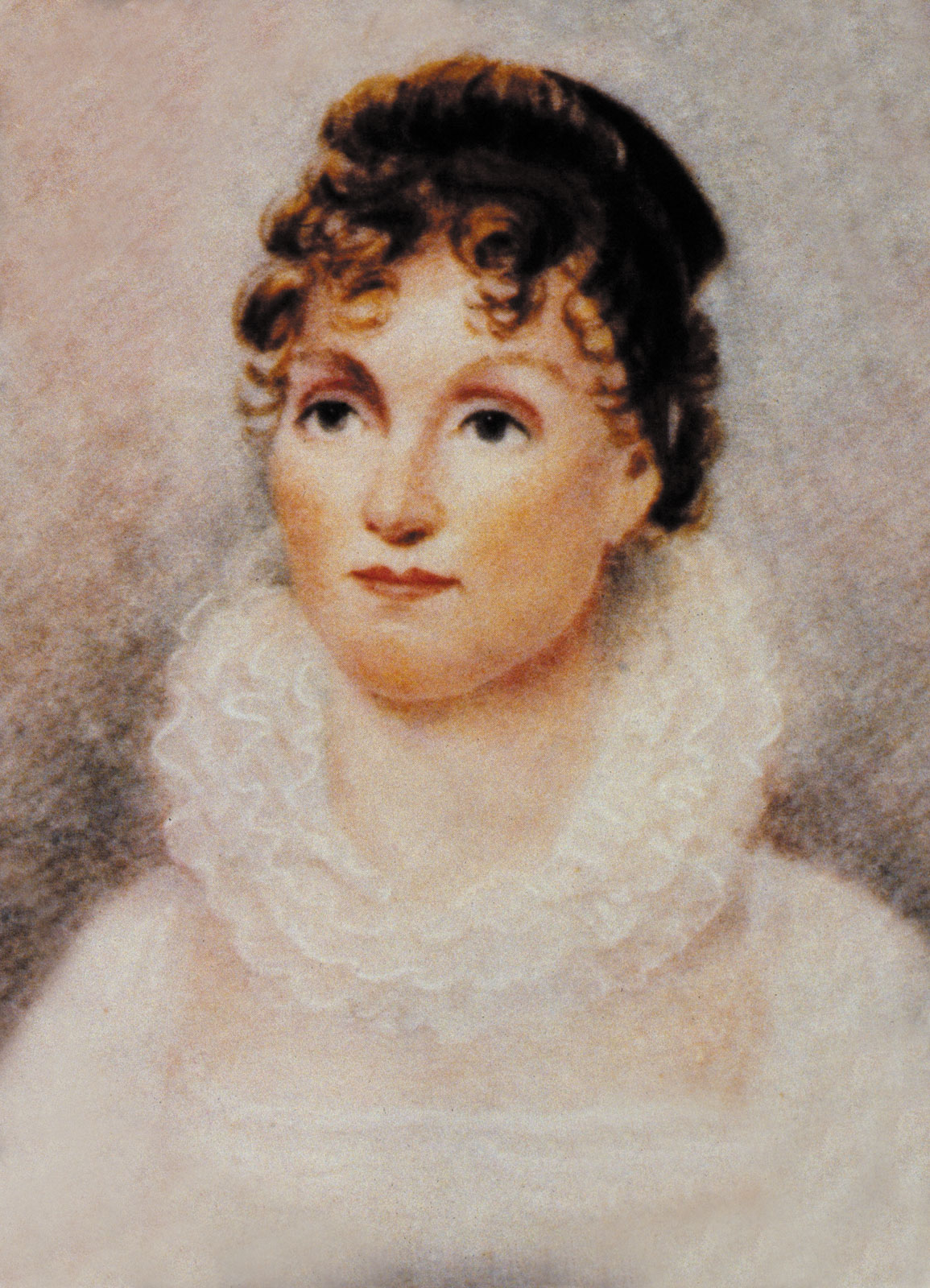
Hannah Van Buren

Morì nel 1819 prima che il marito venisse eletto.

## Biografia
Figlia di Johannes Dircksen Hoes (1753-1789) e Maria Quakenbush (1754-1852), di origini olandesi, Hannah Van Buren sposò Martin Van Buren, suo cugino di primo grado ed amico di infanzia, il 21 febbraio 1807 presso Catskill. Chiamata Jannetje, vezzeggiativo olandese, dal marito Martin, Hannah Van Buren non perse mai il suo distintivo accento olandese.
La coppia ebbe quattro figli: Abraham Van Buren (1807-1873), John Van Buren (1810-1866), Martin "Matt" Van Buren, Jr. (1812-1855) e Smith Thompson Van Buren (1817-1876). Dopo dieci anni di matrimonio la signora Van Buren contrasse la tubercolosi e morì il 5 febbraio 1819 all'età di trentacinque anni, prima che il marito diventasse presidente. Martin Van Buren fu uno dei pochi presidenti degli Stati Uniti a non essere sposato nel periodo in cui fu in carica. First lady non ufficiale durante l'amministrazione Van Buren fu Angelica Singleton Van Buren, nuora del presidente.